# Super Fly (catch)
Ne doit pas être confondu avec Jimmy Snuka.
Erick Aguilar Muñoz (né le 24 février 1987 à Puebla, Puebla, dans l'état de Mexico) est un catcheur (lutteur professionnel) mexicain qui est actuellement sous contrat avec la Asistencia Asesoría y Administración sous le nom de Super Fly.

## Carrière

### Asistencia Asesoría y Administración
Il participe ensuite au Alas de Oro 2008, mais il est le sixième homme éliminé par Jack Evans.
Le 26 septembre, il apparaît comme un tecnico et rejoint Real Fuerza Aérea le 11 mars 2012,.
Le 3 novembre 2017, lui, Averno et Chessman battent Nuevo Poder del Norte (Carta Brava Jr., Mocho Cota Jr. et Tito Santana) et remportent les AAA World Trios Championship.

### Lucha Underground
Le 7 janvier 2015, il participe à un 20-man "Aztec Warfare" bataille royale pour le Lucha Underground Championship. Il est le quinzième luchador à entrer sur le ring, mais il est le dixième homme éliminé par Chavo Guerrero Jr. et c'est Prince Puma qui remporte le Championnat.
Le 1er avril, il fait équipe avec Sexy Star et Pentagón Jr. et ils perdent contre Big Ryck, Killshot et The Mack dans un match de premier tour du tournoi pour déterminer les premiers Lucha Underground Trios Champions.
Le 8 juillet, il participe à un Atomicos match, en faisant équipe avec Hernandez, Johnny Mundo et Jack Evans en battant Alberto El Patrón, Sexy Star, Aero Star et Drago.

## Palmarès
- Asistencia Asesoría y Administración
  - 1 fois AAA World Trios Championship avec Averno et Chessman